# Bralni pomnilnik
Brálni pomnílnik (tudi ROM [róm], iz angleščine »Read-Only Memory«) je vrsta notranjega pomnilnika, iz katerega lahko med obratovanjem podatke beremo, ne moremo pa jih vanj zapisovati. Podatki so v ROM zapisani pred obratovanjem. To se razlikuje za različne vrste. Značilen primer uporabe ROM je BIOS v osebnem računalniku. Nekateri računalniki imajo v ROM cel operacijski sistem in tolmač (običajno BASIC). To jim omogoča trenutni zagon.
Bistvena prednost bralnega pomnilnika pred bralno-pisalnim je sposobnost hranjenja podatkov, ko ni električnega napajanja.

## Vrste ROM

### ROM
ROM Podatki so v ROM zapisani trajno, navadno se zapišejo že v tovarni med izdelovanjem. Kasneje vsebine pomnilnika ROM ne moremo več spreminjati. Uporabljamo jih za shranjevanje programov, ker ne pozabijo, ko izklopiš računalnik. Ker je program tehnološko vnesen naj bi bil čas pomnenja 40let in več + velika hitrost.

### PROM
Programirljiv bralni pomnilnik (PROM, iz angleščine »Programmable Read-Only Memory«) je vrsta bralnega pomnilnika ROM, ki omogoča enkratno zapisovanje podatkov. To se naredi s PROM programatorjem, preden se čip vgradi v vezje (npr.: računalnik). Vsebina je nespremenljiva. Dobra lastnost je nizka cena.

### EPROM
Zbrisljiv in programirljiv bralni pomnilnik (EPROM, iz angleščine »Erasable Programmable Read-Only Memory«) je vrsta bralnega pomnilnika PROM, ki omogoča večkraten zapis podatkov. Pomnilnike pobiršemo z UV-svetlobo, ki preko odprtine na čipu toplotno ogreje pomnil. celice, ki zato pozabijo. Sledi programiranje z enakim programatorjem, kot za PROM pomnil. pri napetosti. 10-15V. Število programiranj več, kot 10.000 tisoč.

### EEPROM
Električno zbrisljiv in programirljiv bralni pomnilnik (EEPROM, iz angleščine »Electricaly Erasable Programmable Read-Only Memory«) je vrsta pomnilnika EPROM, ki ga brišemo in ponovno vpisujemo s programatorjem (pred običajno uporabo oz. branjem). Brisanje je mnogo hitrejše kot pri EPROM. Možno je izbrisati in vpisati le en del (na primer eno četrtino) EEPROM, ne pa posameznih lokacij.

### Flash RAM
Je vrsta ROM-a, ki omogoča večkratno brisanje in zapisovanje med obratovanjem brez dodatnega vezja - programatorja. Edina pomanjkljivost v primerjavi z RAM je omejeno število vpisov. Najbolj znani primeri uporabe so: v USB ključih, v MP3 predvajalnikih, v digitalnih fotoaparatih in v mobilnih telefonih. Pri tem je veliko hitrejše programiranje celice 1mili sek in branje hitro. Ampak je programiranje dolgo.